# 1549

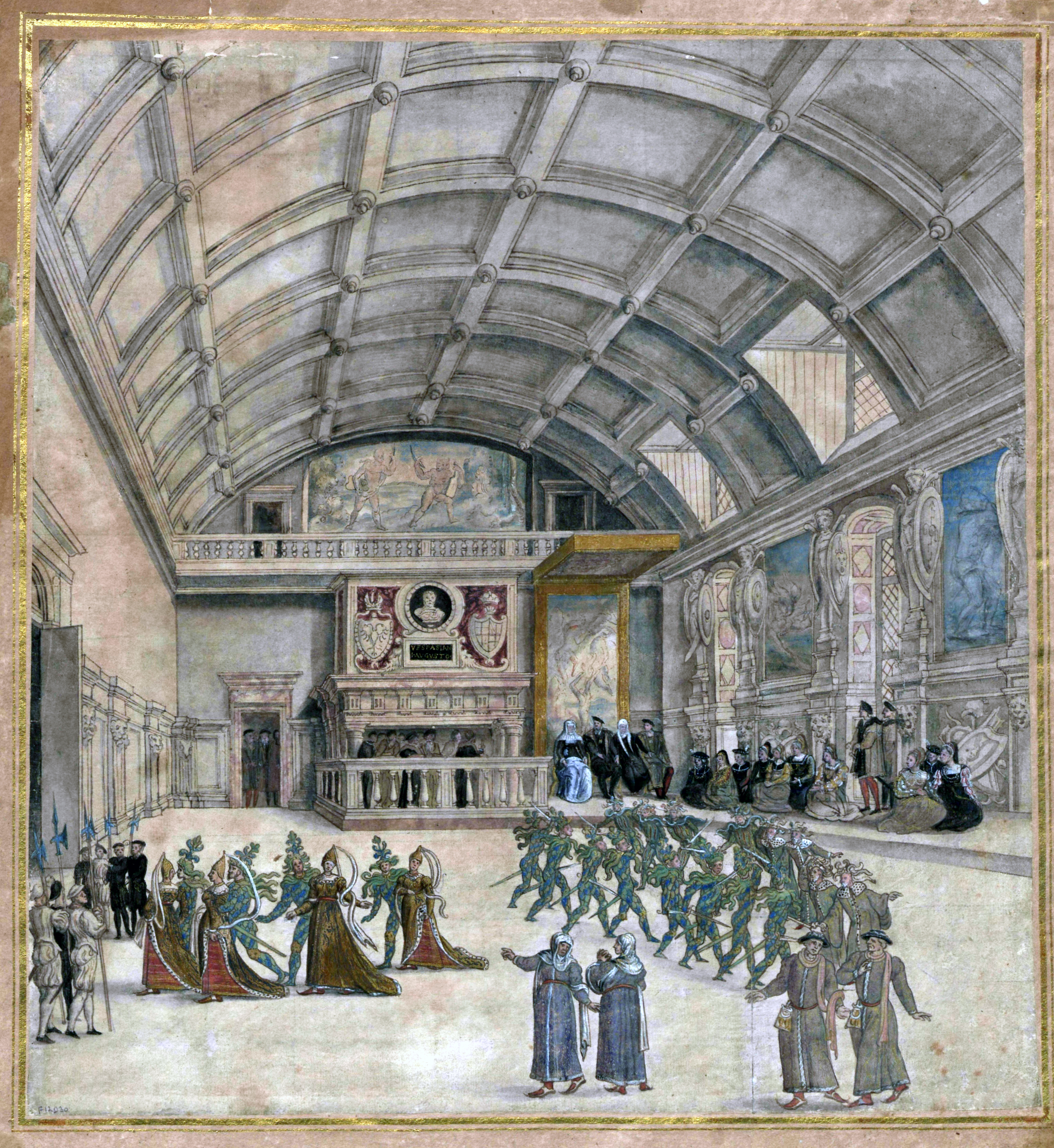
Triomf van Binche

Het jaar 1549 is het 49e jaar in de 16e eeuw volgens de christelijke jaartelling.

## Gebeurtenissen
maart
- 20 - Thomas Seymour wordt geëxecuteerd op beschuldiging van verraad.

april
- 4 - De Sassevaart van Gent naar de Westerschelde wordt voltooid, de voorloper van het kanaal Gent-Terneuzen.

juni
- 5 - Blijde Inkomste van landsheer keizer Karel V en zijn zoon en toekomstig landsheer Filips in Brussel.

juli
- juli - De Spaanse inquisitie brengt in Barcelona de heksenjager Johannes Malet op de brandstapel wegens "valse beschuldigingen".

augustus
- 15 - De jezuïet Franciscus Xaverius stapt in Japan aan land om er te prediken.
- 22-30 - Triomf van Binche: Groot feest in Binche en Mariemont, Henegouwen, georganiseerd door landvoogdes Maria van Hongarije ter gelegenheid van het bezoek van Karel V en Filips.

oktober
- 6 - De Engelse regent Edward Seymour brengt de kind-koning Edward VI voor zijn veiligheid naar Windsor Castle, maar dat wordt een week later omsingeld door de troepen van John Dudley. Seymour en zijn ambitieuze echtgenote worden vervolgens opgesloten in de Tower.
- 27 - Huwelijk van Francesco III Gonzaga en Catharina van Oostenrijk.

november
- 4 - Pragmatieke Sanctie: Keizer Karel V regelt en harmoniseert de erfopvolging in de Habsburgse Nederlanden.

zonder datum
- Tomé de Sousa vertrekt als eerste Portugese onderkoning naar Brazilië en sticht de hoofdstad Salvador.
- Joko Tingkir sticht het koninkrijk Pajang.
- In Rotterdam wordt een houten standbeeld van Erasmus onthuld, het eerste niet-religieuze standbeeld in Nederland.
- Huwelijk van Frans van Guise en Anna d'Este.
- Abraham van Smolensk wordt heiligverklaard.

## Beeldende kunst

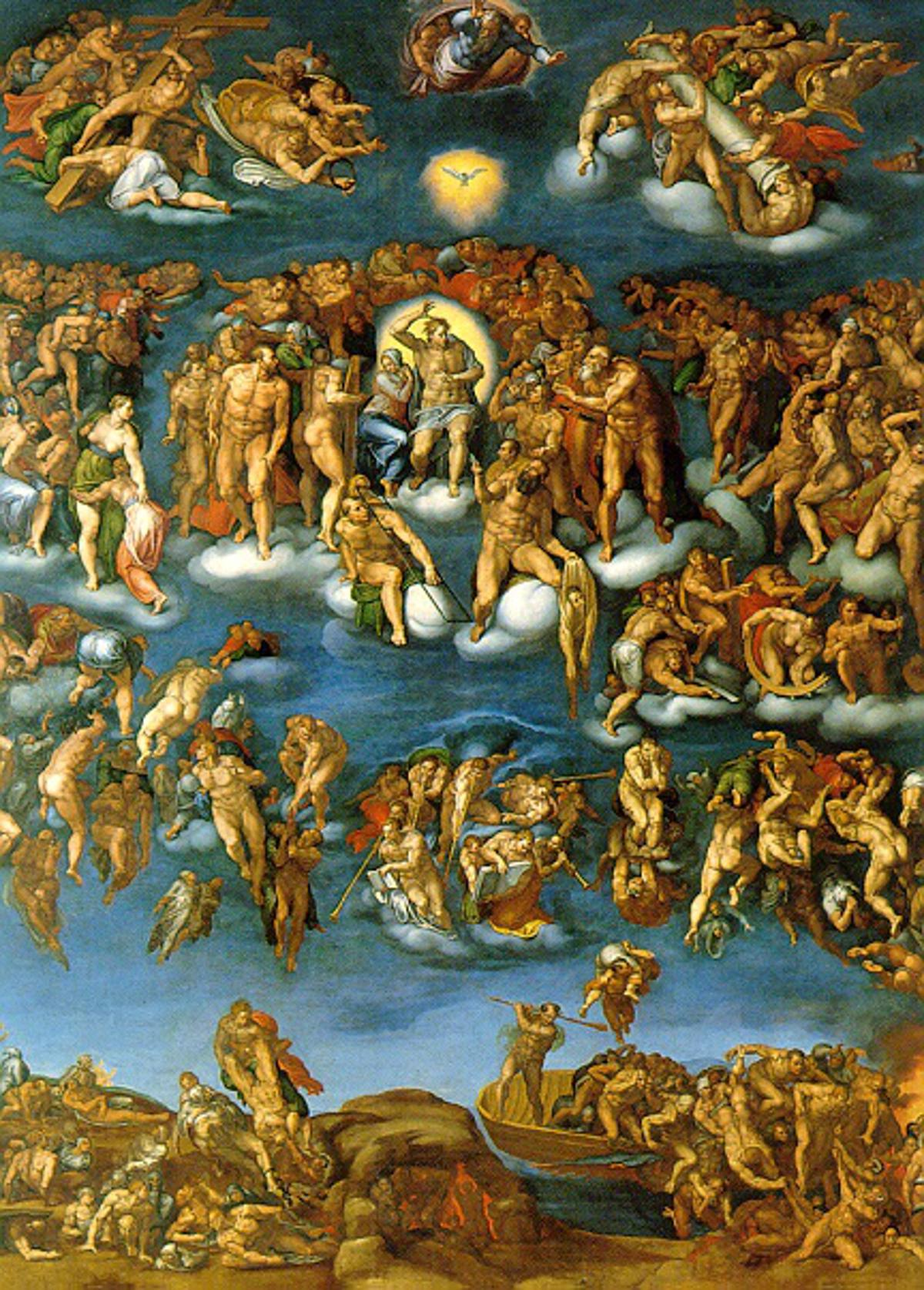
Marcello Venusti: Het laatste oordeel
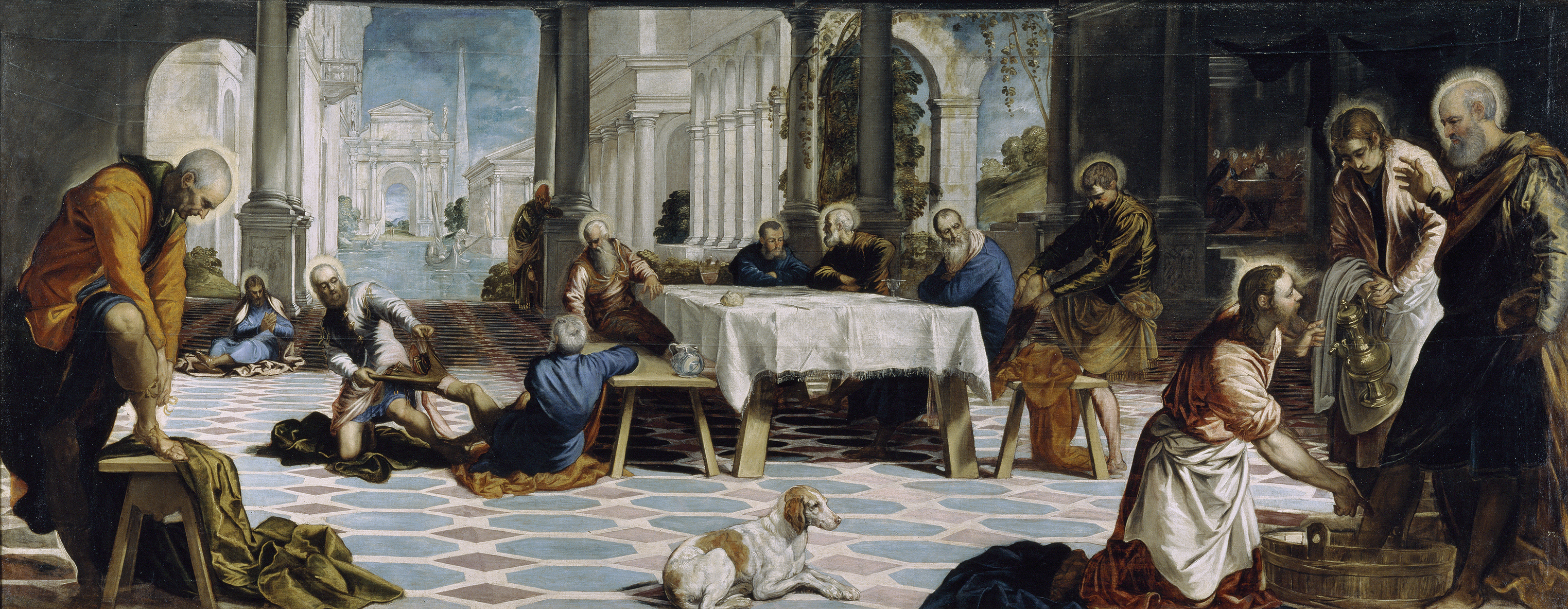
Tintoretto: De voetwassing
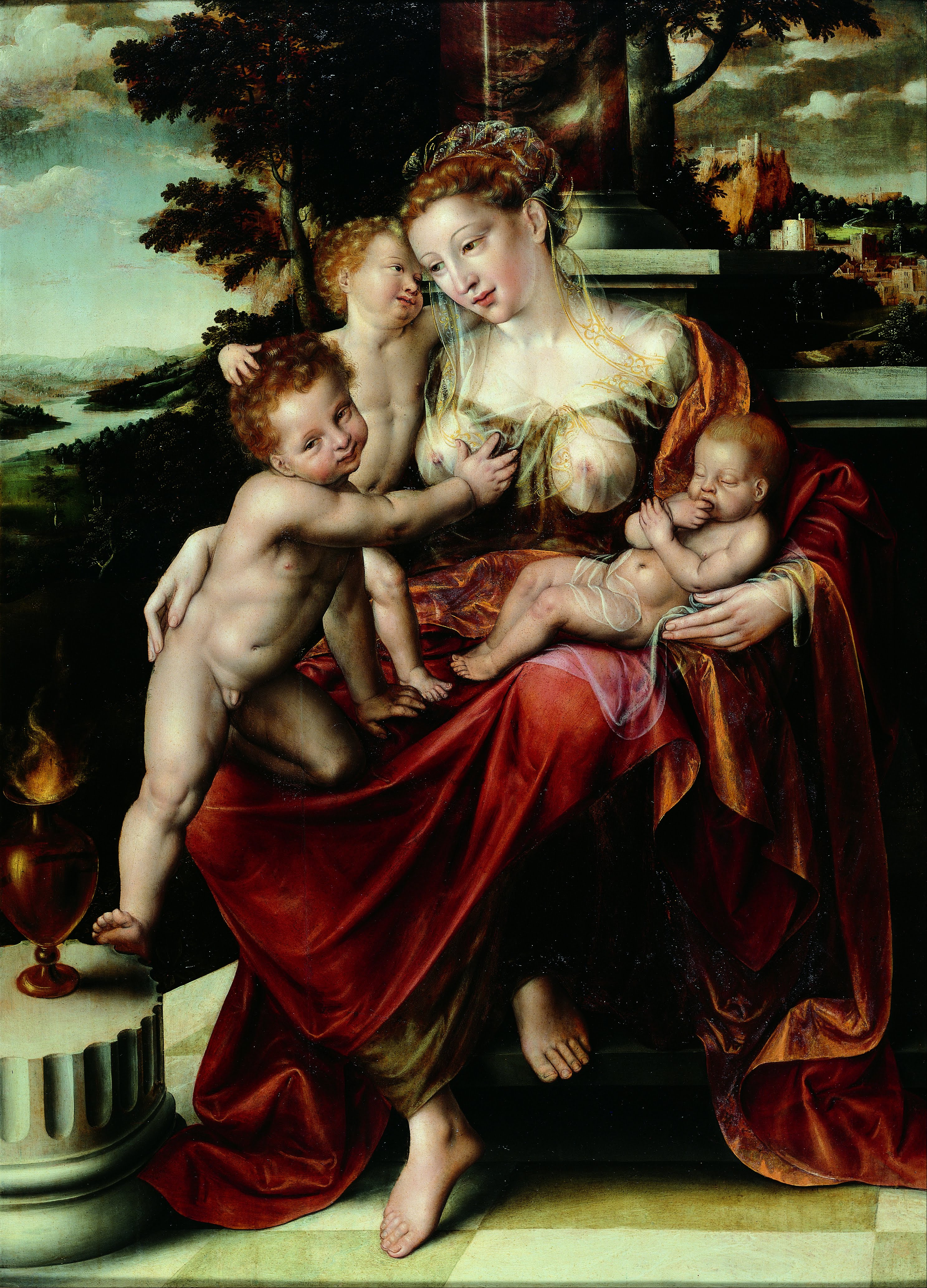
Jan Massijs: Caritas

## Opvolging
- Brunswijk-Gifhorn - Frans opgevolgd door zijn broer Ernst I van Brunswijk-Lüneburg
- Brunswijk-Harburg - Otto I opgevolgd door zijn zoon Otto II
- Friesland, Groningen, Drenthe en Overijssel (stadhouder) (1 januari) - Jan van Ligne als opvolger van Maximiliaan van Egmont
- Orléans - koning Hendrik II opgevolgd door zijn pasgeboren zoon Lodewijk III

## Afbeeldingen

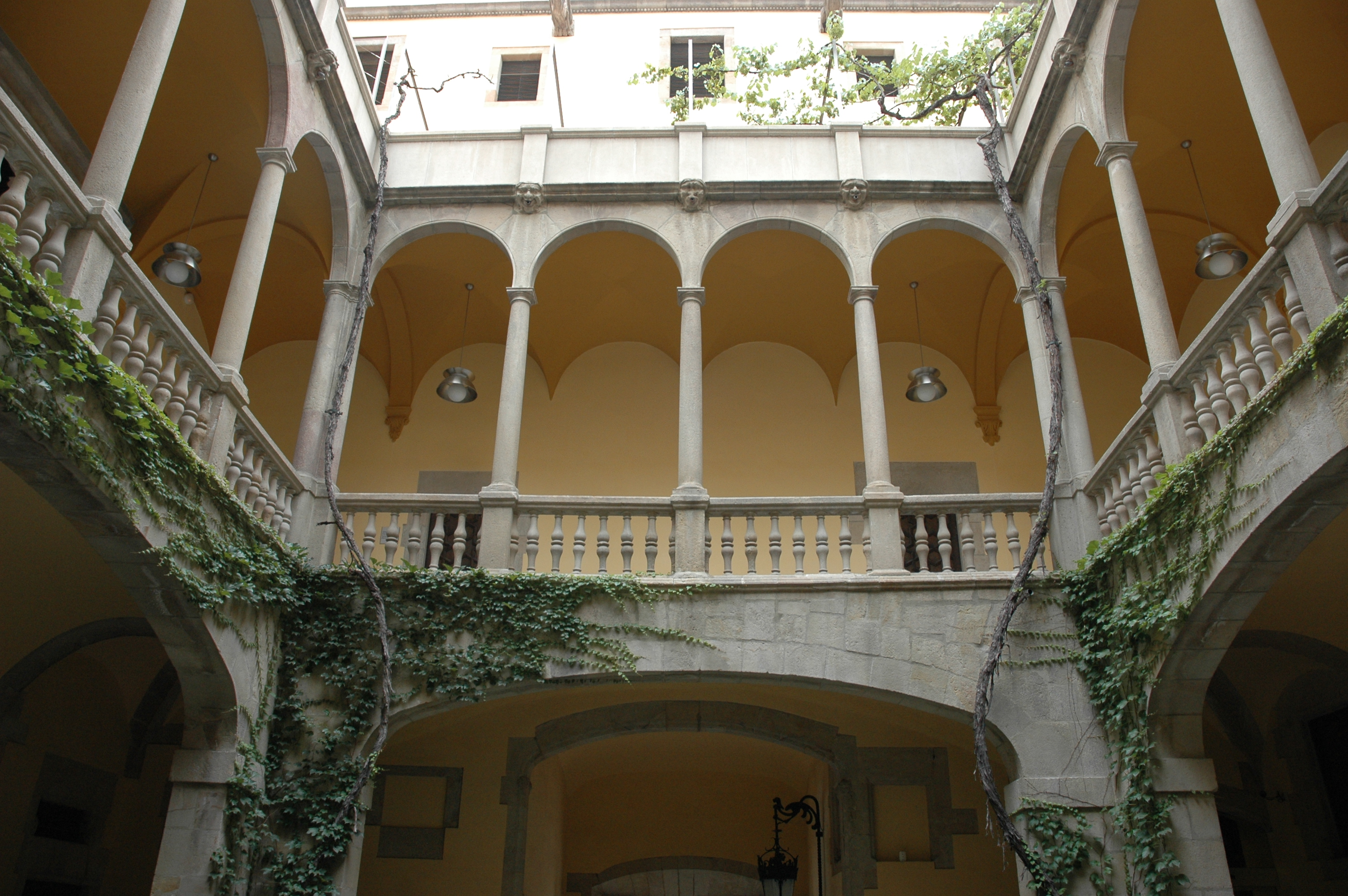
Palau del Lloctinent, Barcelona (1549)

## Geboren
- 26 januari - Jakob Ebert, Duits dichter
- 3 februari - Lodewijk III van Orléans, Frans prins
- 15 februari - Barnim X van Pommeren, Duits edelman
- 20 februari - Francesco Maria II della Rovere, hertog van Urbino
- 1 maart - Hendrik van Halmale I, Zuid-Nederlands politicus
- 11 maart - Hendrik Laurensz. Spiegel, Nederlands schrijver
- 4 april - Elisabeth van Zweden, Zweeds prinses
- 5 juli - Francesco Maria Del Monte, Italiaans kardinaal
- 23 juli - Anna Elisabeth van de Palts, Duits edelvrouw
- 30 juli - Ferdinando I de' Medici, groothertog van Toscane (1587-1609)
- 10 augustus - Catharina van Brandenburg-Küstrin, echtgenote van Joachim Frederik van Brandenburg
- 1 september - Karel Filips van Croÿ, Zuid-Nederlands legerleider
- 2 november - Anna van Oostenrijk, echtgenote van Filips II
- 5 november - Philippe du Plessis-Mornay, Frans theoloog en staatsman
- Abd al-Aziz al-Fishtali, Marokkaans schrijver
- François Buisseret, Zuid-Nederlands prelaat
- Louis de Clermont d'Amboise, Frans edelman
- Gaspard van Genève Lullin, Savoyaards edelman
- Ahmad I al-Mansur, sultan van Marokko (1578-1603)
- Juan de Salcedo, Spaans conquistador
- Anton van Schaumburg, Duits prelaat
- Johan van der Veeken, Nederlands koopman
- Jan Wouters van Vieringen, Zuid-Nederlands arts
- Jan Wierix, Zuid-Nederlands graveur
- Dirk van Kettler tot Lage, Nederlands edelman (jaartal bij benadering)
- Maria van Utrecht, echtgenote van Johan van Oldebarnevelt (jaartal bij benadering)

## Overleden
- 12 januari - Filip IV Hinckaert, Zuid-Nederlands edelman
- 14 februari - Il Sodoma (~71), Italiaans kunstschilder
- 20 maart - Thomas Seymour (~40), Engels staatsman
- 23 maart - Girolamo Pietraperzia Barresi, Siciliaans edelman
- 23 maart - Albrecht van Henneberg, Duits edelman
- maart - Albert Bouts, Zuid-Nederlands kunstschilder
- 15 april - Christina van Saksen, Duits edelvrouw
- 24 april - Ralph Neville (51), Engels hoveling
- april - Idelette de Bure, echtgenote van Johannes Calvijn
- april - Filips II van Croÿ (~52), Zuid-Nederlands legerleider
- 22 juli - Dirk van Bronckhorst-Batenburg (71), Noord-Nederlands edelman
- 11 augustus - Otto III van Brunswijk-Lüneburg (53), Duits edelman
- 23 september - François d'Ongnies, Zuid-Nederlands politicus
- 10 november - Paulus III (81), paus (1534-1549)
- 23 november - Frans van Brunswijk-Lüneburg (41), Duits edelman
- 7 december - Robert Kett (~57), Engels rebellenleider
- 21 december - Margaretha van Valois (57), echtgenote van Hendrik II van Navarra
- 25 december - Stephen Vaughan (~47), Engels diplomaat
- Dragpa Päljor, Tibetaans geestelijk leider
- Ulrich Lange, Duits componist
- Lambert de Sayve, Zuid-Nederlands componist (jaartal bij benadering)